# Mustafa Sayar
Mustafa Sayar (* 22. April 1989 in Ereğli) ist ein türkischer Mountainbike- und Straßenradrennfahrer.

## Werdegang
Mustafa Sayar gewann 2006 bei den Balkan Championships die Goldmedaille im Cross Country der Junioren. Bei der türkischen Meisterschaft gewann er den Titel ein Jahr später. Auf der Straße gewann Sayar 2007 eine Etappe der Tour of the Black Sea und konnte auch die Gesamtwertung für sich entscheiden. In der Saison 2009 wurde er türkischer Meister im Straßenrennen der U23-Klasse, und in der Eliteklasse belegte er im Einzelzeitfahren den zweiten Platz.
Zur Saison 2011 wurde Sayar Mitglied im türkischen UCI Continental Team Torku Şekerspor. Bei der Türkei-Rundfahrt 2012 war er noch mit rund 1:40 Stunden Rückstand 161. der Gesamtwertung geworden. Im Jahr 2013 gewann er eine Bergetappe und anschließend die Gesamtwertung der Türkei-Rundfahrt. Seine überraschend starke Leistung veranlasste den deutschen Radrennfahrer Marcel Kittel, der selbst drei Etappen des Rennens gewinnen konnte, beim Kurznachrichtendienst Twitter Zweifel und Verärgerung über den Sieg Sayars zu äußern. Sayar selbst betonte in Interviews, dass seine Leistungen sauber zustande gekommen seien und er anders als sein Teamkollege Iwajlo Gabrowski, der disqualifizierte Gesamtsieger der Türkei-Rundfahrt 2012, nicht gedopt habe. Am 15. Juli 2013 gab der Radsportweltverband UCI bekannt, dass Sayar bei der Algerien-Rundfahrt im März positiv auf EPO getestet worden sei, und suspendierte ihn provisorisch. Zum 31. Oktober wurde er von seinem Team entlassen, worauf er seine Karriere beenden wollte. Später wurde ihm der Sieg der Türkei-Rundfahrt aberkannt und er wurde für zwei Jahre gesperrt.
Entgegen seiner Absicht kehrte Sayar nach Ablauf der Sperre zum aktiven Radsport zurück und wurde zur Saison 2016 wieder Mitglied in seinem ehemaligen Team Torku Şekerspor. Im selben Jahr gewann er noch eine Etappe der Tour of Ankara. Nach Auflösung seines Teams wurde er zur Saison 2019 Mitglied beim neu gegründeten Continental Team Salcano Sakarya BB. Für sein neues Team gewann er 2019 das Bursa Yildirim Bayezit Race, 2020 wurde er Türkischer Meister im Einzelzeitfahren.

## Erfolge – Mountainbike
2006
- Balkanmeister – Cross Country (Junioren)

2007
- Türkischer Meister – Cross Country (Junioren)

## Erfolge – Straße
2009
- Türkischer Meister – Straßenrennen (U23)

2011
- Gesamtwertung und eine Etappe Tour of Isparta

2013
- eine Etappe, Sprintwertung und Bergwertung Tour de Blida
- Gesamtwertung und eine Etappe Presidential Cycling Tour of Turkey

2016
- eine Etappe Tour of Ankara

2018
- eine Etappe Tour of Cappadocia

2019
- Bursa Yildirim Bayezit Race

2020
- Türkischer Meister – Einzelzeitfahren

2022
- Türkischer Meister – Straßenrennen